# El verdadero amor perdona
«El verdadero amor perdona» es el tercer sencillo del álbum Drama y luz de la banda mexicana de rock Maná. La canción fue escrita por Fher Olvera y producida por Fher y Álex González.

## Video musical
El vídeo fue dirigido por Pablo Croce. Se filmó en San Miguel de Allende. El verdadero amor perdona muestra a una pareja de chicos enamorados y cómo luego que ella queda embarazada, y ante la falta de apoyo de su familia, la chica decide irse lejos de su pueblo. Por alguna razón su novio no la acompaña en ese viaje, pero la joven embarazada se va, comienza una nueva vida en otra ciudad, tiene a su hijo y sale adelante. Entre tanto, el joven no deja de escribirles cartas pidiéndole perdón, a la vez que busca las maneras de ayudarla. Sin embargo, la chica no lee las cartas de su exnovio, aunque las va guardando. En determinado momento el chico enferma, y al mismo tiempo, vemos que la chica comienza a leer las cartas que el joven le envió durante todo el tiempo que estuvieron separados y comprende algunas cosas… por lo que decide regresar, junto con el hijo de ambos, a su pueblo. Pero el perdón llega demasiado tarde.

## Posiciones en las listas
| Listas (2011-12)                     | posición |
| ------------------------------------ | -------- |
| España (Top 100 Canciones)           | 35       |
| US Billboard Hot 100                 | 100      |
| US Billboard Latin Songs             | 1        |
| US Billboard Latin Pop Songs         | 1        |
| US Billboard Tropical Songs          | 1        |
| Venezuela Top Latino (Record Report) | 19       |

## Versión bachata
La versión bachata de la canción fue lanzada el 9 de octubre de 2011, en el canal oficial de Youtube del grupo. El tema tuvo la colaboración de Prince Royce. La canción dura un total de 4:40 minutos.
El video musical de esta versión es la misma que la de la canción original, pero en este se muestra a la banda tocando con Prince Royce en una calle de la ciudad de San Miguel de Allende en Guanajuato.